# Nepalella griswoldi
Nepalella griswoldi är en mångfotingart som beskrevs av Shear 2002. Nepalella griswoldi ingår i släktet Nepalella och familjen Lankasomatidae. Inga underarter finns listade i Catalogue of Life.